# Tunel Lundby
Tunel Lundby (szw. Lundbytunneln) – jeden z najdłuższych tuneli drogowych w Szwecji, o długości 2060 m. Tunel został otwarty w 1998 roku. Został stworzony w celu ograniczenia hałasu na wyspie Hisingen.